# لا پوبلا دل ریو
لا پوبلا دل ریو (به اسپانیایی: La Puebla del Río) یک منطقهٔ مسکونی در اسپانیا است که در سبیا واقع شده‌است. لا پوبلا دل ریو ۳۷۷ کیلومتر مربع مساحت دارد ۲۰ متر بالاتر از سطح دریا واقع شده‌است.